# ツァールスコエ・セロー・リツェイ
ツァールスコエ・セロー・リツェイまたは帝国学習院（ていこくがくしゅういん、Imperatorskiy Tsarskosel'skiy litsey, ロシア語: Императорский Царскосельский лицей） はサンクトペテルブルク郊外のツァールスコエ・セローにあった教育機関であり、歴史的には、創設者であるロシア帝国のツァーリ（皇帝）アレクサンドル1世にちなんだ「帝国アレクサンドル・リツェイ」の名でも知られる。すなわちそれは、帝室において重要なポストを占めるであろう高級貴族の子弟を教育する目的で1811年に創設されたロシア内務省直轄のリセー（学校）である。ロシア文学史では、とりわけ、詩人アレクサンドル・プーシキンの才能を開花させ、彼の詩に謳われた学校として知られる。

## 概要

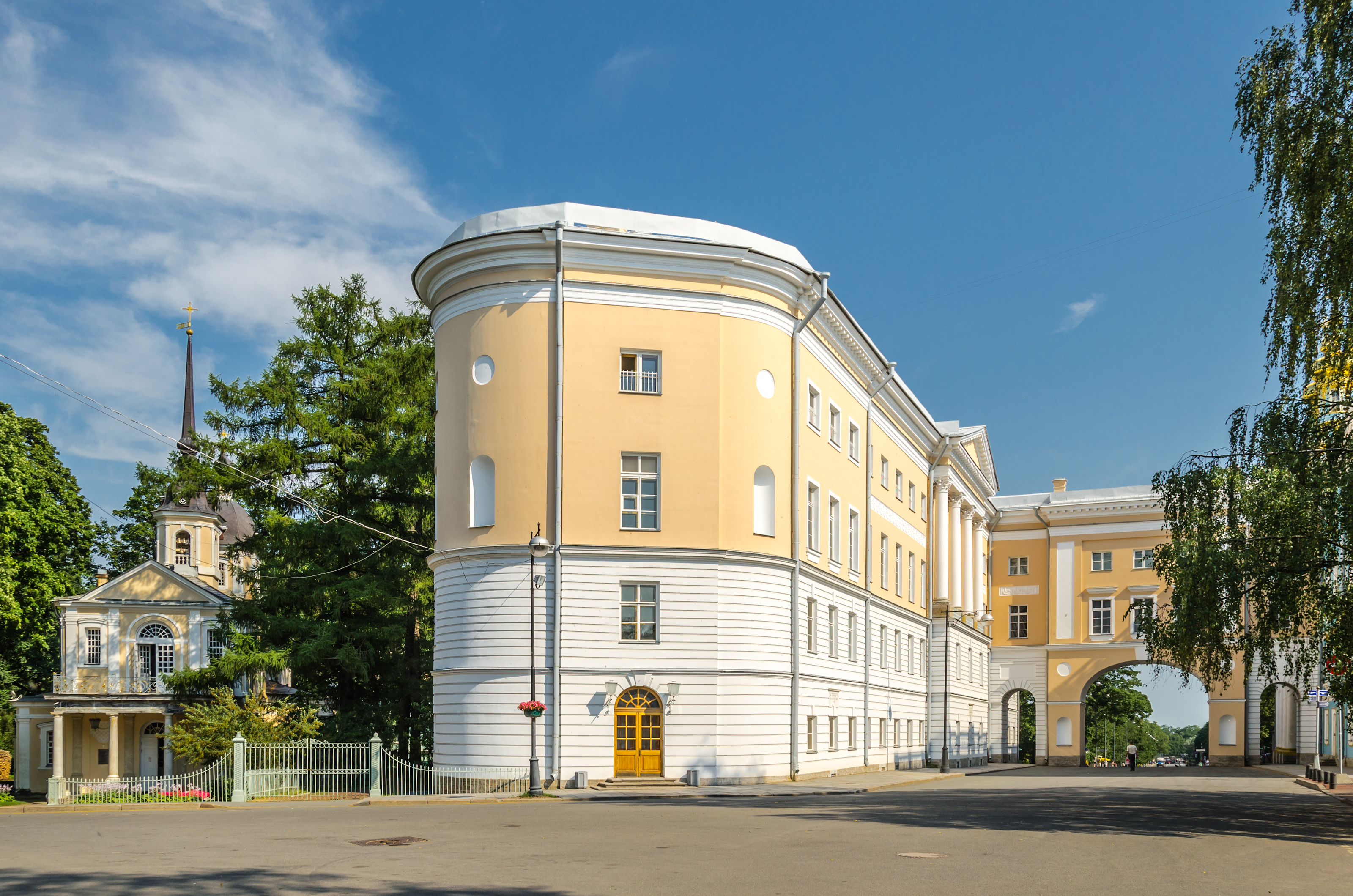
リツェイ（帝国学習院）の庭

学校の準則は1811年1月11日に公開されたが、皇帝の裁可を受けたのはそれに先立つ1810年8月12日であり、そのときエカテリーナ宮殿に隣接する4階建ての「新しい棟」が寄宿舎として、また、病院や台所、その他寄宿舎内の所要を満たす特別の諸施設がそれに付属するものとして認められた。管理スタッフの住居もまた同様であった。家具や調度品なども、このヴァシーリー・スターソフ設計の新古典主義建築の建物に与えられた。
ツァールスコエ・セロー・リツェイは1811年10月18日に開校された。最初の卒業生には、「ロシア近代文学の父」と称されるアレクサンドル・プーシキンと 政治家でロシア帝国の外務大臣となったアレクサンドル・ゴルチャコフ（ともに1817年卒業）が含まれていた。19世紀前半にあっては、ロシア貴族社会の上流家庭では、子弟を大学に進学させるよりもリツェイや陸軍幼年学校で学ばせて国家勤務につかせる進路を選択する傾向が強かった。
リツェイは、自由な学風で知られ、当初の修学期間は6年であった（1836年以降、3年コース2回と1年半コース4回のクラスが追加された）。リツェイの6年間で修得される教科・科目は次のとおりである。 
- 哲学・道徳 … 神学、倫理学、論理学、法学、政治経済
- 語学・文学 … ロシア語、ラテン語、フランス語、ドイツ語およびそれら言語の文学、修辞学
- 歴史 … ロシア史および世界史、地理学
- 理数教科 … 数学、物理学、天文学、宇宙論、地学、統計学
- 美術・体育 … 書道、絵画、ダンス、フェンシング、乗馬、水泳

リツェイの卒業は大学卒業と同等とされ、軍隊を志願する生徒のためには特に軍事教練が追加された。なお、リツェイの際立った特徴としては、学校憲章に生徒の体罰禁止の条項があったということが挙げられる。

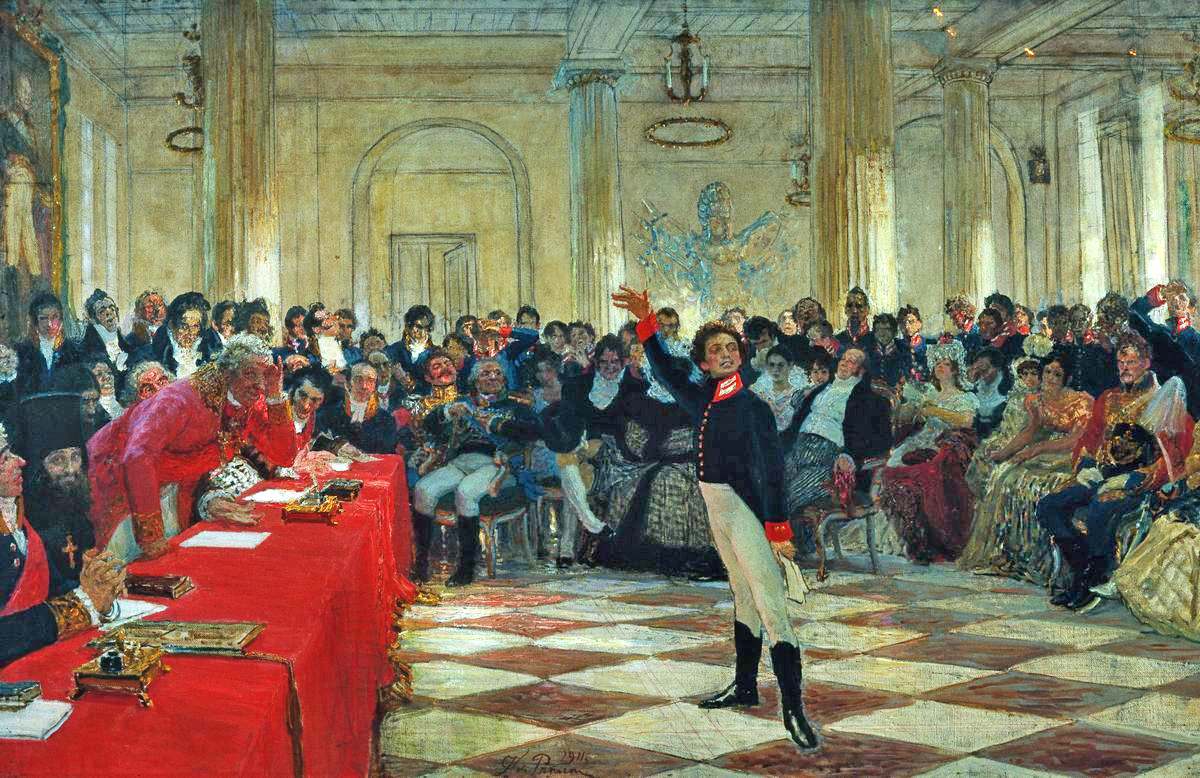
「年老いたデルジャーヴィンの前で彼の詩を暗唱する14歳のプーシキン」（1815年1月8日のリツェイでの公開試験のようす）
----
イリヤ・レーピン画、1911年（リツェイ創立100周年を記念して）

10月18日の開校記念日は毎年、酒盛りやお祭り騒ぎで祝った。プーシキンはそうした機会のたびごとに新作の詩を披露した。
1825年12月、ロシア帝国を揺るがしたデカブリストの乱には、リツェイで学んだヴィリゲリム・キュッヘリベッケル（ヴィルヘルム・キューヘルベッカー）やイヴァン・プーシチンも参加しており、学友だった詩人プーシキンもこのツァーリズム打破の運動の周辺にいた。

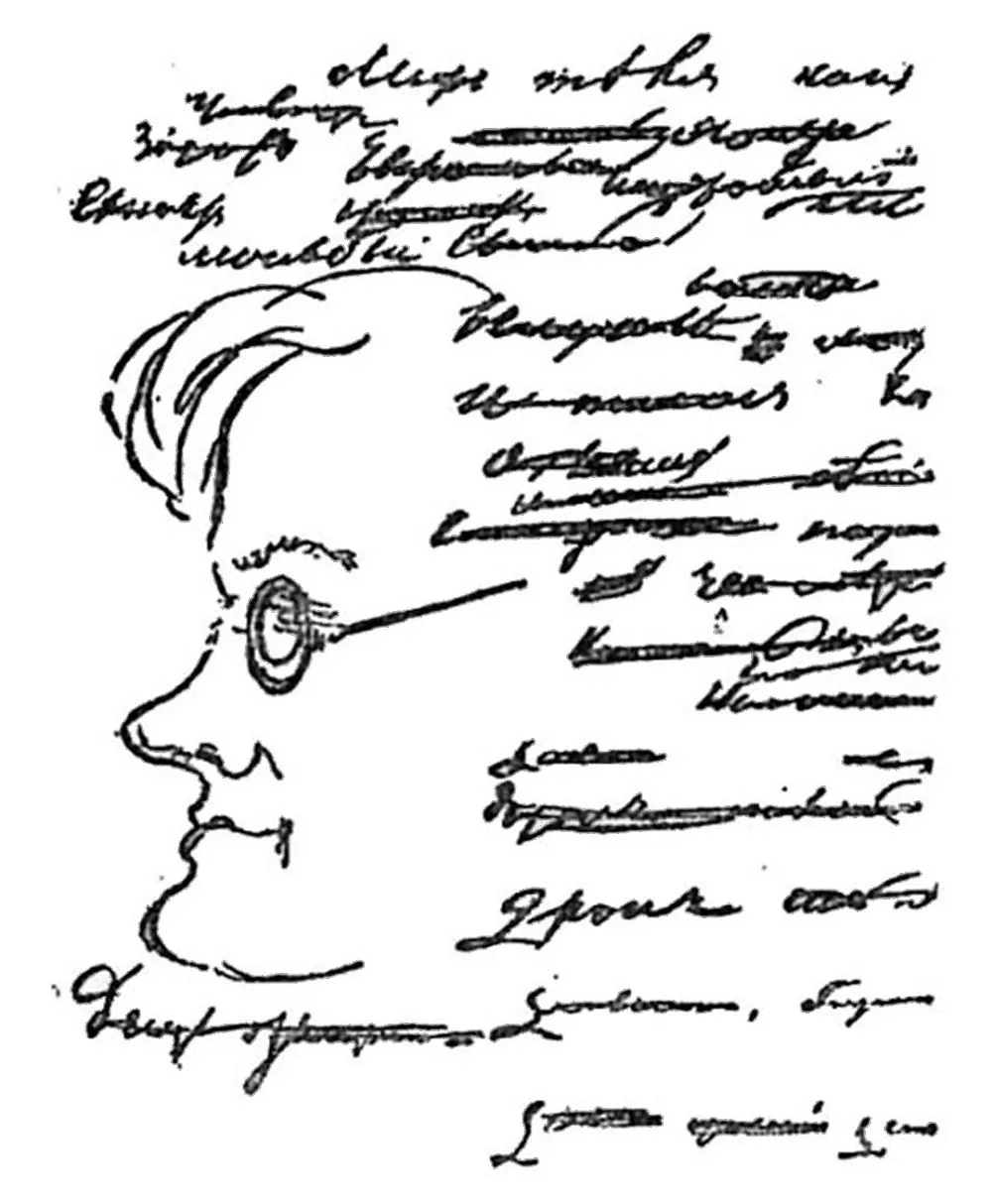
リツェイ時代のアレクサンドル・ゴルチャコフを描いた学友プーシキンのスケッチ

1844年1月、リツェイはサンクトペテルブルク市街へと移転した（移転後は創設者の名を冠して「アレクサンドル・リツェイ」と呼称されることが多い）。しかし、リツェーのあったツァールスコエ・セローにおける文学の伝統は、アンナ・アフマートヴァやインノケンティー・アンネンスキーなどの詩人によって、20世紀まで及んだ。
ツァールスコエ・セローにリツェイがあった33年間で、286名の生徒が卒業した。上述した人以外で有名な卒業生には、次のような人びとがいる。
- アントン・デリヴィッグ（英語版）（ジャーナリスト）
- ニコライ・ギールス（政治家、外務大臣）
- ドミトリー・トルストイ （政治家、内務大臣）
- ヤコブ・グロット（英語版）（文献学者、言語学者）
- ニコライ・ダニレフスキー（歴史学者、人類学者）
- アレクセイ・ロバノフ＝ロストフスキー（政治家、外務大臣）
- フョードル・イポリトビッチ・シチェルバツコイ（インド学舎、仏教学者）
- ミハイル・サルトィコフ＝シチェドリン（小説家、風刺作家）

帝国リツェイ（帝国学習院）は、1917年のロシア革命で成立した社会主義政権によって廃止された。